# Cap d'operacions
Un cap d'operacions, o director (general) d'operacions, sovint conegut amb les sigles COO per influència del terme anglès chief operating officer, és un membre de la direcció d'una empresa. Es tracta d'un dels càrrecs executius de més alt nivell de l'empresa. S'ocupa de gestionar-ne les operacions del dia a dia i sovint ret comptes directament a l'executiu més alt, generalment l'executiu en cap. Així doncs, el cap d'operacions sol ser el primer càrrec en importància per sota del president i l'executiu en cap, especialment si aquests dos càrrecs estan ocupats per la mateixa persona.